# Никола Рађен
Никола Рађен (Сомбор, 29. јануар 1985) српски је ватерполиста.

## Живот и каријера
Рођен је у Сомбору, а пореклом је из Стројица код Шипова у Републици Српској.
Био је у браку са певачицом Аном Кокић са којом има две кћерке. Ожењен је пецачицом Милицом Ристић са којом има сина.
Отпочео је каријеру у ВК Војводина, након две сезоне у А тиму прешао је 2000.године у ВК Партизан и остао у Београду девет година.За то време пет пута је био шампион Србије и освајач Купа, два трофеја освојио је у Еуроинтер лиги и један у Евролиги.
По одласку из Партизана, годину дана је провео у Грчкој у Хиосу, а онда се вратио у Београд као члан ВК Црвена звезда. У тиму који је предводио Дејан Савић освајао је и Првенство и Куп Србије два пута, а на европској сцени окитио се златом у Евролиги и Суперкупу Европе. Из Београда поново одлази у Грчку, овог пута у Олимпијакос где је и дочекао казну ФИНА о суспензији од две године због позитивног теста на кокаин. По истеку казне, вратио се ватерполу и заиграо за Орадеу. Био је члан ВК Динамо из Москве. са којим је освојио и Првенство и Куп Русије. У сезони 2019/20. је поново био члан Црвене звезде.
На факултету за спорт дипломирао 2019. и стекао звање дипломираног тренера.
2016. покренуо је Камп водених спортова у Панчеву који се кроз три протекле сезоне одржао у неколико градова Србије, а представљен је и у Бања Луци
Од 2018. покренуо је ватерполо клуб Вајнд спорт са истоименом компанијом у Панчеву. Као тренер клуба именован је прослављени ватерполиста Игор Милановић.
Од новембра 2023. је члан Српске напредне странке.

### Суспензија
У мају 2015. откривено је да је Рађен био позитиван на кокаин после утакмице између Шпаније и Србије у Мадриду у Светској лиги. Убрзо након тога ФИНА га је суспендовала.
Након жалбе Суду за арбитражу у Лозани, казна му је смањена и дозвољено му је да се врати ватерполу од 17. фебруара 2017. године.

## Репрезентација
Први трофеј у националном тиму му је злато са Медитеранских игара 2005, али од 2008. је ушао у тим који су предводили Дејан Удовичић, а затим Савић. У базену је правдао улогу бека – снажног и способног играча и у нападу, али са главним задатком у одбрани. Са Миланом Алексићем и Вањом Удовичићем чинио је јаку бековску линију Србије годинама.

### Европско првенство
Европско првенство 2008. у Малаги које је Србија завршила са сребреном медаљом било је прво у низу великих такмичења за Николу Рађена. Уследио је Загреб 2010. на којем је Рађен у утакмици за треће место са две параболе помогао свом тиму да стекне резултатску и психолошку предност и дође до бронзане медаље. Одично је играо и у Ајндховену 2012, али и Будимпешти 2014. које му је уједно било и последње такмичење, јер се након суспензије није нашао на списку за национални тим.

### Светско првенство
Три пута је био учесник Светског првенства. Био је један од актера освајања првог светског наслова за Србију, у Риму 2009. Две године касније играо је у Шангају где је Србија у финалу поражена од Италије. Последњи пут на светској смотри ватерпола учествовао је 2013. у Барселони на такмичењу које је Србија завршила као седма.

### Олимпијске игре
На Олимпијским играма два пута је играо. У Пекингу 2008. и Лондону 2012. Са оба такмичења носи бронзане медаље.

### Остала такмичења
Шест пута је био шампион на завршном турниру Светске лигеу периоду од 2008. до 2014. године. У 2010, поред злата у Светској лиги и бронзе са Европског првенства, освојио је и злато у Светском купу. Са јуниорском репрезентацијом Србије и Црне Горе освојио је Европско првенство 2004. на Малти, као и злато на Медитеранским играма у Алмерији и Универзијади у Измиру. Шампион Медитеранских игара био је и 2009, са тимом Србије.

## Клупски трофеји
- Евролига 2010/11. -  Шампион са Партизаном
- Евролига 2012/13. -  Шампион са Црвеном звездом
- Првенство Србије 2006/07., 2007/08., 2008/09., 2009/10. и 2010/11. -  Шампион са Партизаном, 2012/13. и 2013/14. -  Шампион са Црвеном звездом
- Куп Србије 2006/07., 2007/08., 2008/09., 2009/10. и 2010/11. - Победник са Партизаном, 2012/13. и 2013/14. - Победник са Црвеном звездом
- Еуроинтер лига 2009/10. и 2010/11. - Победник са Партизаном
- Супер куп Европе 2013. - Победник са Црвеном звездом
- Куп Русије 2018/2019 - Победник са ВК Динамо Москва